# Ondřej Bank
Ondřej Bank (Zábřeh, 27 oktober 1980) is een Tsjechisch alpineskiër. Hij nam viermaal deel aan de Olympische Winterspelen, maar behaalde geen medaille.

## Carrière
Bank maakte zijn wereldbekerdebuut in januari 2001 tijdens de reuzenslalom in Adelboden. Op 29 november 2007 skiede Bank naar een eerste podiumplaats in een wereldbekerwedstrijd op de combinatie in Beaver Creek. Hij won nog geen wereldbekerwedstrijd.
In 2001 nam Bank een eerste keer deel aan de wereldkampioenschappen alpineskiën. Op de combinatie eindigde hij op een zedse plaats. In 2002 kwalificeerde Bank zich een eerste keer voor de Olympische Winterspelen. Bank nam deel aan 4 onderdelen maar haalde slechts op de afdaling ook de finish. Hij eindigde 39e. Ook vier jaar later, op de Olympische Winterspelen 2006 nam Bank aan 4 onderdelen deel. Op de combinatie eindigde hij 6e, op de reuzenslalom 16e.
Tijdens de Olympische Winterspelen 2010 was Bank een derde keer van de partij. Op de combinatie eindigde hij 7e terwijl op de slalom een 11e plaats werd behaald. Op de reuzenslalom eindigde hij 17e, op de afdaling werd Bank 30e. In 2011 eindigde Bank 5e in de supercombinatie op de Wereldkampioenschappen alpineskiën 2011.

## Resultaten

### Wereldkampioenschappen
| Jaar | Plaats                 | Resultaten                                                                |
| ---- | ---------------------- | ------------------------------------------------------------------------- |
| 2001 | Sankt Anton am Arlberg | 6e Combinatie 26e Reuzenslalom DNF2 Slalom                                |
| 2003 | Sankt Moritz           | 16e Combinatie 37e Afdaling 41e Super G DNF1 Reuzenslalom DNF2 Slalom     |
| 2005 | Bormio                 | 16e Combinatie 24e Reuzenslalom 26e Super G DNF1 Afdaling DNF2 Slalom     |
| 2007 | Åre                    | 10e Supercombinatie 17e Reuzenslalom 35e Afdaling 36e Super G DNF1 Slalom |
| 2011 | Garmisch-Partenkirchen | 5e Supercombinatie 17e Super G 19e Reuzenslalom 21e Afdaling DNF1 Slalom  |
| 2013 | Schladming             | 11e Supercombinatie 27e Afdaling DNS1 Reuzenslalom                        |
| 2015 | Vail/Beaver Creek      | 7e Afdaling DNF1 Super G DSQ1 Combinatie                                  |

### Olympische Spelen
| Jaar | Plaats         | Resultaten                                                            |
| ---- | -------------- | --------------------------------------------------------------------- |
| 2002 | Salt Lake City | 39e Afdaling DNF1 Reuzenslalom DNF2 Slalom DNS1 Super G               |
| 2006 | Turijn         | 6e Combinatie 16e Reuzenslalom DNF1 Super G DNF1 Afdaling DNS1 Slalom |
| 2010 | Vancouver      | 7e Supercombinatie 11e Slalom 17e Reuzenslalom 30e Afdaling           |
| 2014 | Sotsji         | 5e Reuzenslalom 7e Supercombinatie 9e Super G 20e Afdaling            |

### Wereldbeker

#### Eindklasseringen
| Seizoen   | Algm | AD  | SL  | RS  | SG  | SC  |
| --------- | ---- | --- | --- | --- | --- | --- |
| 2003/2004 | 93e  | -   | -   | -   | -   | 8e  |
| 2004/2005 | 126e | -   | -   | 48e | -   | -   |
| 2005/2006 | 98e  | -   | -   | -   | -   | 22e |
| 2006/2007 | 84e  | -   | 42e | -   | -   | 20e |
| 2007/2008 | 74e  | -   | 44e | -   | -   | 17e |
| 2009/2010 | 55e  | -   | 45e | 23e | -   | 16e |
| 2010/2011 | 26e  | 40e | 27e | 14e | 59e | 7e  |
| 2013/2014 | 100e | 55e | -   | 38e | -   | 25e |
| 2014/2015 | 41e  | 31e | -   | 35e | 38e | 5e  |